# Göran J. Ehrnrooth
Göran Jacob Ehrnrooth, född 12 januari 1934 i Helsingfors, är en finländsk industriman. Han är son till Göran Ehrnrooth.
Ehrnrooth blev diplomekonom 1954, var direktör vid BP-Petko Oy 1961–1965, vid Vuoksenniska Oy 1965–1968 och verkställande direktör för Fiskars 1968–1984. Han blev styrelsemedlem i Fiskars 1974 och arbetande styrelseordförande 1984. Han har även varit styrelseordförande i Ovako och styrelsemedlem i bland annat Tampella, L.M. Ericsson och Wärtsilä. Han tilldelades bergsråds titel 1988.